# Квантовая биохимия
Ква́нтовая биохи́мия — область науки, возникшая на стыке биохимии, квантовой механики и квантовой химии. Основной задачей квантовой биохимии является исследование методами квантовой механики и квантовой химии электронной структуры биологически активных макромолекул (ДНК, РНК, белков, пептидов, порфиринов), связей и комплексов, и биологическое истолкование проведённых квантовохимических расчётов, получение биологически значимой информации.
Квантово-химические расчёты электронной структуры нуклеотидных оснований ДНК впервые провели Бернар Пюлльман и Альберта Пюлльман в 1958 году.